# Гадсон-Лейк (Індіана)
Гадсон-Лейк (англ. Hudson Lake) — переписна місцевість (CDP) в США, в окрузі Лапорт штату Індіана. Населення — 1226 осіб (2020).

## Географія
Гадсон-Лейк розташований за координатами 41°43′9″ пн. ш. 86°32′50″ зх. д. / 41.71917° пн. ш. 86.54722° зх. д. (41.719131, -86.547192).  За даними Бюро перепису населення США в 2010 році переписна місцевість мала площу 6,95 км², з яких 4,99 км² — суходіл та 1,97 км² — водойми.

## Демографія
Згідно з переписом 2010 року, у переписній місцевості мешкало 1297 осіб у 525 домогосподарствах у складі 362 родин. Густота населення становила 187 осіб/км².  Було 709 помешкань (102/км²).
Расовий склад населення:
| - 97,1 % — білих - 0,2 % — корінних американців - 0,1 % — чорних або афроамериканців - 0,1 % — азіатів |

До двох чи більше рас належало 1,6 %. Частка іспаномовних становила 3,0 % від усіх жителів.
За віковим діапазоном населення розподілялося таким чином: 23,0 % — особи молодші 18 років, 62,5 % — особи у віці 18—64 років, 14,5 % — особи у віці 65 років та старші. Медіана віку мешканця становила 41,1 року. На 100 осіб жіночої статі у переписній місцевості припадало 105,2 чоловіків;  на 100 жінок у віці від 18 років та старших — 102,6 чоловіків також старших 18 років.
Середній дохід на одне домашнє господарство  становив 52 646 доларів США (медіана — 46 905), а середній дохід на одну сім'ю — 54 732 долари (медіана — 48 839). За межею бідності перебувало 26,1 % осіб, у тому числі 46,8 % дітей у віці до 18 років та 0,0 % осіб у віці 65 років та старших.
Цивільне працевлаштоване населення становило 452 особи. Основні галузі зайнятості: транспорт — 15,7 %, виробництво — 15,5 %, будівництво — 13,9 %.